# Бракетвилл
Бракетвилл (англ. Brackettville) — город в США, расположенный в юго-западной штата Техас, административный центр округа Кинни. По данным переписи за 2010 год число жителей составляло 1688 человек, по оценке Бюро переписи США в 2019 году в городе проживало 1674 человека.

## История
В 1852 году Оскар Бракетт основал магазин на пути из Сан-Антонио в Сан-Диего, неподалёку от Форта Кларк. К 1857 году в образованном городке Бракетт, ставшем важным остановочным пунктом для дилижансов, работали гостиница и ресторан. Город часто подвергался набегам индейцев, поскольку территория входила в их охотничьи земли. После Гражданской войны в городе начался рост населения. Первая школа округа была открыта в городе в 1870 году. В 1873 году был открыт почтовый офис и город был переименован в Бракетвилл. В 1876 году Бракетвилл стал административным центром образованного в том году округа Кинни. В 1875 году в городе появилась первая церковь Святой Марии Магдалины. Благодаря тому, что в близлежащей крепости было расквартировано несколько тысяч солдат, город процветал в период с 1878 по 1882 год, однако затопления 1880 и 1899 годов заставили многих жителей переехать на более возвышенную местность.
Изначально планировалось, что через город пройдёт железная дорога Gulf, Harrisburg and San Antonio Railway, однако в 1882 году её маршрут был изменён, и пути проложили в 15 километрах от Бракетвилла. К 1884 году в городе работали две церкви, три школы, частный банк, масонская ложа, выпускалась газета Brackett News. Бракетвилл стал центром транспортировки шерсти и шкур региона. С 1921 по 1926 годы ученики школ Бракетвилла участвовали в спектаклях и театральных постановках. Основными источниками доходов жителей в те времена были разведение скота, выращивание шерсти и мохера, пеканов и заготовка сена. 28 июля 1930 года город получил устав, началось формирование органов местного управления. Население города было в основном мексиканского и африканского происхождения, в 1944 году открылась единственная между Сан-Антонио и Эль-Пасо старшая школа для темнокожего населения, рассчитанная на 4 года обучения. Город оставался важным торговым и транспортировочным центром округа, помимо сельского хозяйства дополнительным источником доходов стал туризм к восстановленному Форту Кларк и реплике крепости Аламо, в которой было снято несколько фильмов.

## География
Бракетвилл находится в центральной части округа, его координаты: 29°19′06″ с. ш. 100°24′38″ з. д..
Согласно данным бюро переписи США, площадь города составляет около 8,2 км2, из которых 7,3 км2 занято сушей, а 0,9 км2.

### Климат
Согласно классификации климатов Кёппена, в Бракетвилле преобладает семиаридный климат низких широт (Bsh).
| Показатель                    | Янв. | Фев. | Март | Апр. | Май | Июнь | Июль | Авг. | Сен. | Окт. | Нояб. | Дек. | Год |
| ----------------------------- | ---- | ---- | ---- | ---- | --- | ---- | ---- | ---- | ---- | ---- | ----- | ---- | --- |
| Абсолютный максимум, °C       | 27   | 33   | 38   | 36   | 38  | 42   | 43   | 41   | 39   | 38   | 32    | 31   | 43  |
| Средний суточный максимум, °C | 16   | 20   | 23   | 27   | 31  | 34   | 36   | 35   | 32   | 27   | 20    | 17   | 27  |
| Средняя температура, °C       | 10   | 14   | 16   | 21   | 25  | 28   | 30   | 29   | 26   | 21   | 14    | 11   | 21  |
| Средний суточный минимум, °C  | 4    | 8    | 10   | 15   | 19  | 22   | 24   | 24   | 21   | 16   | 9     | 5    | 15  |
| Абсолютный минимум, °C        | −13  | −7   | −3   |      | 7   | 13   | 18   | 16   | 11   | 4    | −3    | −5   | −13 |
| Норма осадков, мм             | 20   | 20   | 30   | 40   | 80  | 60   | 50   | 40   | 70   | 50   | 20    | 20   | 550 |
| Источник: weatherbase.com     |      |      |      |      |     |      |      |      |      |      |       |      |     |

## Население
Согласно переписи населения 2010 года в городе проживало 1688 человек, было 598 домохозяйств и 420 семей. Расовый состав города: 85,1 % — белые, 1,6 % — афроамериканцы, 0,5 % — коренные жители США, 0 % — азиаты, 0 % — жители Гавайев или Океании, 10,9 % — другие расы, 1,8 % — две и более расы. Число испаноязычных жителей любых рас составило 75,7 %.
Из 598 домохозяйств, в 35,1 % живут дети младше 18 лет. 55,7 % домохозяйств представляли собой совместно проживающие супружеские пары (22,7 % с детьми младше 18 лет), в 10 % домохозяйств женщины проживали без мужей, в 4,5 % домохозяйств мужчины проживали без жён, 29,8 % домохозяйств не являлись семьями. В 27,3 % домохозяйств проживал только один человек, 15,3 % составляли одинокие пожилые люди (старше 65 лет). Средний размер домохозяйства составлял 2,78 человека. Средний размер семьи — 3,45 человека.
Население города по возрастному диапазону распределилось следующим образом: 30,5 % — жители младше 20 лет, 21,5 % находятся в возрасте от 20 до 39, 31,2 % — от 40 до 64, 16,8 % — 65 лет и старше. Средний возраст составляет 38,6 года.
Согласно данным пятилетнего опроса 2019 года, медианный доход домохозяйства в Бракетвилле составляет 20 833 доллара США в год, медианный доход семьи — 65 880 долларов. Доход на душу населения в городе составляет 20 606 долларов. Около 17,8 % семей и 31,1 % населения находятся за чертой бедности. В том числе 47,8 % в возрасте до 18 лет и 17,6 % старше 65 лет.

## Местное управление
Управление городом осуществляется мэром и городским советом, состоящим из 5 человек.
Другими важными должностями, на которые происходит наём сотрудников, являются:
- Городской администратор
- Шеф полиции

## Инфраструктура и транспорт

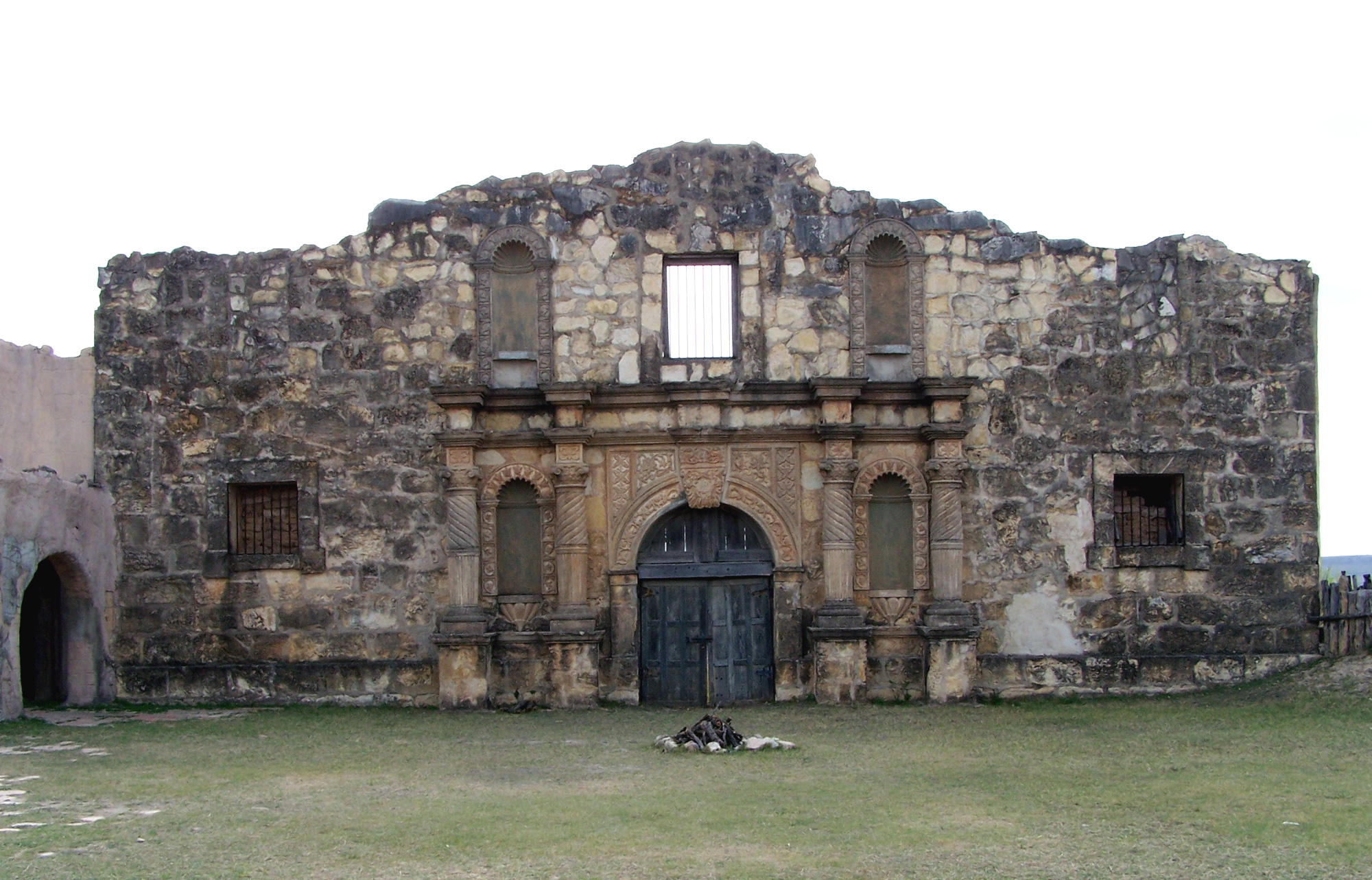
Реплика крепости Аламо, декорации к фильму «Форт-Аламо»

Основными автомагистралями, проходящими через Бракетвилл, являются:
- автомагистраль 90 США идёт с востока от Ювалде на запад к Дель-Рио.
- автомагистраль 131 штата Техас начинается в Бракеттвилле и идёт на юг в пересечения с автомагистралью 277 США к северу от Игл-Пасса.

Ближайшим аэропортом, выполняющим коммерческие рейсы, является международный аэропорт Пьедрас-Неграс в Мексике. Аэропорт находится примерно в 120 километрах к югу от Бракетвилла.

## Образование
Город обслуживается независимым школьным округом Бракетвилл.

## Город в популярной культуре
В городе располагается реплика знаменитой крепости Аламо, Alamo Village. Построенная в 1950-х годах, как декорация к фильму «Форт Аламо», она послужила местом съёмок и других фильмов, в том числе «Два всадника», «Бандольеро», «Штурмующие», «Плохие девчонки», «Американские приключения», а также мини-сериала «Одинокий голубь».